# Козлов, Григорий Иванович (спортсмен)
Григо́рий Ива́нович Козло́в (1898 или 1899, Москва — предп. 1941) — российский и советский велогонщик и конькобежец, известный по выступлениям за общества «Спартак» и «Локомотив».
Чемпион СССР по велоспорту (1923). Заслуженный мастер спорта СССР (1939). Первый победитель велосипедной гонки по Садовому кольцу (1920). Неоднократный чемпион РСФСР. Установил несколько всесоюзных рекордов на стайерских дистанциях. Выступал на международных конькобежных соревнованиях. Участник Великой Отечественной войны.

## Биография
О ранних годах жизни Григория Козлова известно мало. Вместе со старшим братом Александром родился и рос в Москве. С 1914 года начал активно заниматься спортом.
В 1920 году выиграл первую московскую велогонку по Садовому кольцу на приз Всевобуча (15 450 м) со временем 36 минут 58 секунд. В сентябре 1923 года стал чемпионом СССР в заезде c лидерами на 50 верст с рекордным временем (1 ч 0 мин. 33,2 с). В том же году он праздновал победу в велосостязаниях на первенство Москвы, установив рекорд Советского Союза (29 мин. 46 с). К 25 годам у Козлова было четыре всесоюзных рекорда на стайерских дистанциях (50 вёрст — 1 ч 0 мин. 33,2 с; 25 вёрст с лидером по ипподрому — 29 мин. 46 с; 80 вёрст по шоссе — 2 ч 51 мин. 41,3 с; 15 вёрст на ипподроме — 26 мин. 51,7 с), также успешно выступал и в спринтерских дисциплинах.
В 1924 году Григорий вместе с братом Александром и Н. Семёновым совершили велопробег Севастополь — Москва общей дистанцией более 1600 километров.
Григорий и Александр Козловы вместе с братьями Старостиными, Артемьевыми и Канунниковыми в начале 1920-х годов участвовали в организации кружка «Красная Пресня». В дальнейшем Козлов также представлял на соревнованиях общество «Спартак».
На протяжении 1920-х годов активно выступал в конькобежных соревнованиях, в том числе на международном уровне.
В 1928 году установил новый всесоюзный рекорд в велосипедном заезде на 50 километров — 41 мин. 28,8 с.
В начале зимы 1935 года серьёзно простудился на тренировке, после чего на несколько месяцев попал в больницу. Полностью восстановился от болезни лишь к апрелю 1936 года. После выздоровления разместил в газете «Красный спорт» благодарственное письмо, в котором отметил помощь в лечении со стороны наркома здравоохранения СССР Григория Каминского, Государственного института физкультуры им. Сталина, ДФО «Спартак», а также медицинского персонала Государственного института физиотерапии и физкультуры СССР.
В 1939 году стал заслуженным мастером спорта СССР. На тот момент он уже выступал за общество «Локомотив».
Участник Великой Отечественной войны. Погиб на фронте. Точная дата смерти неизвестна, предположительно 1941 год.

## Семья
Брат — Александр Иванович Козлов (1893 — ?), советский спортсмен и спортивный деятель. Участник Первой мировой войны, Великой Отечественной войны. Член общества «Динамо».
В воспоминаниях Николая Старостина упоминаются еще два брата Козловых — Борис и Виктор. Последний предположительно также велосипедист.